# Mats Frøshaug
Mats Josten Frøshaug, född 31 juli 1988 i Oslo, är en norsk före detta professionell ishockeyspelare. Efter att ha gjort seniordebut vid 17 års ålder med Sunne IK i Division 1, spelade han därefter för Linköping HC:s juniorsektioner. Han gjorde SHL-debut 2007 men lyckades aldrig ta någon ordinarie plats i laget, varför han under åren med Linköping lånades ut till Nyköpings Hockey i Hockeyallsvenskan, Luleå HF i SHL samt Sparta Sarpsborg och Manglerud Star i Eliteserien. Vid NHL-draften 2008 valdes han i den sjätte rundan, som nummer 161 totalt, av Vancouver Canucks.
Mellan 2010 och 2016 spelade han för Lørenskog IK i Eliteserien, med vilka han tog norskt silver säsongerna 2011/12 och 2015/16. Därefter tillbringade han två säsonger i Sverige där han spelade för Västerviks IK och Tingsryds AIF i Hockeyallsvenskan. 2018 flyttade han åter tillbaka till Norge och spelade för Frisk Asker. Säsongen 2018/19 tog han norskt guld med klubben och i december 2024 meddelade han att han avslutat sin spelarkarriär.
Frøshaug har representerat Norge vid ett VM, 2008 i Kanada. Dessförinnan spelade han två JVM och två U18-VM.

## Karriär

### Klubblag

#### 2005–2010: Början av karriären i Sverige
Frøshaug påbörjade sin ishockeykarriär i moderklubben Manglerud Star. Vid 16 års ålder flyttade han till Sverige och spelade under säsongen 2004/05 i Sunne IK:s juniorlag. Säsongen därpå varvade han spel i klubbens J18-lag och J20-lag, samtidigt som han fick göra debut med seniorlaget i Division 1. På 14 spelade matcher med A-laget noterades han för ett mål och en assistpoäng. Inför säsongen 2006/07 flyttade han till Linköping HC där han spelade för klubbens J20-lag i J20 Superelit och noterades för 21 poäng på 37 matcher (tio mål, elva assist).
Följande säsong, 2007/08, gjorde Frøshaug debut i Elitserien där han medverkade i två matcher för Linköping. Han spelade sin första A-lagsmatch med Linköping den 4 oktober i en 4–3-förlust mot Södertälje SK. Under säsongen spelade Frøshaug också två matcher i Hockeyallsvenskan med Nyköpings Hockey. Han gjorde debut i serien den 31 oktober 2007, i en match som slutade 3–3 mot Almtuna IS. I januari 2008 meddelade Linköping att han blivit utlånad till Nyköping för återstoden av säsongen: han fick dock igen mer speltid i klubben. Den större delen av säsongen tillbringade han dock i Linköping J20, där han vann lagets interna poäng- och skytteliga med 18 mål och totalt 36 poäng. Även i det efterföljande slutspelet var han lagets poängmässigt bästa spelare då han på fem matcher stod för sju poäng.
Sommaren 2008 blev Frøshaug NHL-draftad i den sjätte rundan, som 161:e spelare totalt, av Vancouver Canucks. Han tillbringade den första delen av säsongen 2008/09 med Linköping i Elitserien där han på 20 grundseriematcher noterades för en assistpoäng. Den 24 november 2008 meddelade Linköping att man skulle komma att låna ut Frøshaug till seriekonkurrenten Luleå HF för återstoden av säsongen. Han spelade i Luleå fram till januari 2009, då han istället blev utlånad till norska Sparta Sarpsborg i Eliteserien. Han avslutade säsongen med klubben och gjorde åtta poäng på sju grundseriematcher (två mål, sex assist). Säsongen 2009/10 spelade Frøshaug endast en match för Linköping i Elitserien. Den 18 januari 2010 meddelades det att han åter lånats ut till Norge för resten av säsongen, den här gången till moderklubben Manglerud Star. På elva grundseriematcher stod han för lika många poäng.

#### 2010–2016: Lørenskog IK
Den 9 juni 2010 meddelades det att Frøshaug värvats till Lørenskog IK. Med 15 mål blev han trea i lagets interna skytteliga. Säsongen 2011/12 gjorde Frøshaug sin poängmässigt bästa grundserie i Eliteserien då han blev sjua i poängligan och noterades för 53 poäng på 43 matcher (26 mål, 27 assist). Han var Lørenskogs poängmässigt bästa spelare och blev återigen trea i lagets interna skytteliga. Lørenskog slutade tvåa i grundserietabellen och i det följande slutspelet tog han silver med laget sedan man förlorat finalserien mot Stavanger Oilers med 4–2 i matcher. Han blev också uttagen till Eliteseriens All Star-lag. Den efterföljande säsongen stod Frøshaug återigen för över 50 poäng i grundserien (23 mål, 28 assist). I slutspelet slogs man återigen ut av Oilers, denna gång i semifinalserien med 4–2 i matcher.
Den 4 maj 2013 förlängde Frøshaug sitt avtal med klubben med ytterligare två säsonger. De två följande säsongerna sjönk Frøshaugs poängproduktion något, samtidigt som Lørenskog under båda dessa säsonger slogs ut via kvartsfinalspel  i slutspelet. Den 10 juni 2015 förlängde han sitt avtal med klubben. Säsongen 2015/16 kom att bli Frøshaugs sista med Lørenskog. I säsongens första match, den 12 september, stod Frøshaug för ett hat trick då Kongsvinger Knights besegrades med 13–1. På grund av en skada som tvingade honom till en operation, missade Frøshaug en stor del av grundserien varför han endast spelade 16 matcher av den. På dessa matcher noterades han för sju mål och fyra assistpoäng. Laget slutade på andra plats i grundserien och det efterföljande slutspelet slutade likt säsongen 2011/12 med ett silver då laget återigen förlorade finalserien mot Stavanger Oilers med 4–2 i matcher.

#### 2016–2024: Hockeyallsvenskan och Frisk Asker
Efter säsongens slut meddelades det den 12 maj 2016 att Frøshaug lämnat Lørenskog och återvänt till Sverige då han skrivit ett ettårsavtal med Västerviks IK i Hockeyallsvenskan. I seriens tredje omgång noterades han för sitt första mål i Hockeyallsvenskan, på Mathias Dahlström, i en 3–1-seger mot Södertälje SK. I en match mot Mora IK den 27 december samma år ådrog sig Frøshaug ett matchstraff sedan han tacklat en motståndare mot huvudet. Detta resulterade senare i att han stängdes av i de fem följande matcherna. Totalt spelade han 46 grundseriematcher där han noterades för 22 poäng, varav 13 mål. Den 12 maj 2017 meddelades det att Frøshaug lämnat Västervik då han skrivit ett ettårsavtal med seriekonkurrenten Tingsryds AIF. Han tangerade sin poängnotering från föregående år med 22 poäng på 52 grundseriematcher.
Efter två år i Sverige bekräftades det den 5 juli 2018 att Frøshaug återvänt till Norge då han skrivit ett treårsavtal med Frisk Asker. Under sin första säsong i klubben stod han för 22 poäng, varav elva mål, på 36 grundseriematcher. Laget slutade på femte plats i grundserien och vann sedan norskt guld sedan man bland annat besegrat seriesegraren Vålerenga Ishockey i semifinalserien med 4–2 i matcher. I finalen besegrades Storhamar Dragons med samma siffror. Frøshaug gjorde sju poäng på 19 slutspelsmatcher (två mål, fem assist). Den följande säsongen slutade Frisk Asker på fjärde plats i grundserien. På grund av Coronaviruspandemin 2019–2021 spelades det inget slutspel. Även säsongen 2020/21 blev avbruten på grund av Coronaviruset. Frøshaug spelade 23 grundseriematcher och stod för 25 poäng (5 mål, 20 assist).
Den 5 maj 2021 meddelades det att Frøshaug förlängt sitt avtal med ytterligare en säsong med Frisk Asker. I grundserien slutade laget på fjärde plats och slogs sedan ut i det efterföljande slutspelet av Sparta Warriors med 4–2 i matcher i kvartsfinal. Efter säsongens slut förlängde Frøshaug i april 2022 sitt avtal med Frisk Asker med ytterligare tre år. Den 23 november 2023 noterades Frøshaug för ett hat trick då IK Comet Halden besegrades med 16–0. I slutspelet slog laget ut Sparta Warriors i kvartsfinalserien med 4–1 i matcher, men föll därefter mot Storhamar med samma siffror. Säsongen 2024/25 kom att bli Frøshaugs sista. Han avbröt säsongen i förtid då han i mitten av december 2024 fått ett "unikt jobberbjudande".

### Landslag
Frøshaug spelade U18-VM två säsonger i följd, 2005 och 2006. 2005 spelade Norge i mästerskapets Division 1 där man endast förlorade en av fem matcherna man spelade, vilket innebar att man avancerat till den högsta divisionen till nästkommande säsong. På fem matcher stod Frøshaug för fyra poäng och var, tillsammans Jonas Holøs och Per Ferdinand Stensund, lagets främsta målskytt med tre gjorda mål. Året därpå förlorade Norge samtliga sina matcher i grupp B. I nedflyttningsgruppen slutade man på sista plats och flyttades därför åter ned till Division 1. På sex matcher stod Frøshaug för tre assistpoäng.
Frøshaug spelade sedan sitt första JVM i Danmark i december 2006. Turneringen blev ett misslyckande för Norge då man slutade näst sist i sin grupp. På fem matcher stod han för ett mål och en assistpoäng. Norge lyckades inte avancera till toppdivisionen säsongen därpå heller, då man slutade på tredje plats i grupp A. Poängmässigt var dock turneringen en framgång för Frøshaug som vann Norges interna poäng- och skytteliga med sju poäng på fem matcher, varav fyra mål.
2008 gjorde Frøshaug debut i A-landslaget. Den 12 april samma år gjorde han sitt första A-landslagsmål, på Fabrice Lhenry, i en träningsmatch mot Frankrike. Senare samma år blev han uttagen att spela VM i Kanada. Laget slutade tvåa i grupp C och trots att man förlorade alla tre matcher i nästa gruppspelsrunda tog laget sig vidare till slutspel. I kvartsfinal slogs Norge ut via en 8–2-förlust mot hemmanationen Kanada. Frøshaug blev poänglös på sju spelade matcher.

## Statistik

### Klubbkarriär
| 2005–06            | Sunne IK           | Div. 1             | 14  | 1   | 1   | 2   | 0   | —   | —  | —  | —  | —  |
| 2007–08            | Linköping HC       | Elitserien         | 2   | 0   | 0   | 0   | 0   | —   | —  | —  | —  | —  |
| 2007–08            | Nyköpings Hockey   | HA                 | 2   | 0   | 1   | 1   | 2   | —   | —  | —  | —  | —  |
| 2008–09            | Linköping HC       | Elitserien         | 20  | 0   | 1   | 1   | 0   | —   | —  | —  | —  | —  |
| 2008–09            | Luleå HF           | Elitserien         | 14  | 0   | 1   | 1   | 0   | —   | —  | —  | —  | —  |
| 2008–09            | Sparta Sarpsborg   | Eliteserien        | 7   | 2   | 6   | 8   | 6   | —   | —  | —  | —  | —  |
| 2009–10            | Linköping HC       | Elitserien         | 1   | 0   | 0   | 0   | 0   | —   | —  | —  | —  | —  |
| 2009–10            | Manglerud Star     | Eliteserien        | 11  | 2   | 9   | 11  | 6   | 5   | 2  | 1  | 3  | 18 |
| 2010–11            | Lørenskog IK       | Eliteserien        | 40  | 15  | 14  | 29  | 24  | 8   | 1  | 3  | 4  | 4  |
| 2011–12            | Lørenskog IK       | Eliteserien        | 43  | 26  | 27  | 53  | 24  | 16  | 8  | 4  | 12 | 24 |
| 2012–13            | Lørenskog IK       | Eliteserien        | 43  | 23  | 28  | 51  | 28  | 12  | 2  | 6  | 8  | 8  |
| 2013–14            | Lørenskog IK       | Eliteserien        | 45  | 20  | 28  | 48  | 16  | 5   | 2  | 0  | 2  | 2  |
| 2014–15            | Lørenskog IK       | Eliteserien        | 45  | 12  | 20  | 32  | 22  | 6   | 2  | 1  | 3  | 2  |
| 2015–16            | Lørenskog IK       | Eliteserien        | 16  | 7   | 4   | 11  | 8   | 17  | 3  | 6  | 9  | 10 |
| 2016–17            | Västerviks IK      | HA                 | 46  | 13  | 9   | 22  | 45  | 5   | 1  | 2  | 3  | 2  |
| 2017–18            | Tingsryds AIF      | HA                 | 52  | 15  | 7   | 22  | 26  | —   | —  | —  | —  | —  |
| 2018–19            | Frisk Asker        | Eliteserien        | 36  | 11  | 11  | 22  | 32  | 19  | 2  | 5  | 7  | 12 |
| 2019–20            | Frisk Asker        | Eliteserien        | 31  | 3   | 11  | 14  | 24  | —   | —  | —  | —  | —  |
| 2020–21            | Frisk Asker        | Eliteserien        | 23  | 5   | 20  | 25  | 6   | —   | —  | —  | —  | —  |
| 2021–22            | Frisk Asker        | Eliteserien        | 43  | 15  | 13  | 28  | 43  | 6   | 2  | 2  | 4  | 2  |
| 2022–23            | Frisk Asker        | Eliteserien        | 40  | 10  | 19  | 29  | 18  | 2   | 0  | 1  | 1  | 0  |
| 2023–24            | Frisk Asker        | EHL                | 44  | 13  | 8   | 21  | 12  | 10  | 3  | 1  | 4  | 4  |
| 2024–25            | Frisk Asker        | EHL                | 24  | 2   | 8   | 10  | 2   | —   | —  | —  | —  | —  |
| Eliteserien totalt | Eliteserien totalt | Eliteserien totalt | 491 | 166 | 226 | 392 | 271 | 106 | 27 | 30 | 57 | 86 |
| Elitserien totalt  | Elitserien totalt  | Elitserien totalt  | 37  | 0   | 2   | 2   | 0   | —   | —  | —  | —  | —  |

### Internationellt
| År            | Lag           | Turnering     | Matcher | Mål | Assists | Poäng | Utv. |
| ------------- | ------------- | ------------- | ------- | --- | ------- | ----- | ---- |
| 2005          | Norge         | U18-VM D1     | 5       | 3   | 1       | 4     | 2    |
| 2006          | Norge         | U18-VM        | 6       | 0   | 3       | 3     | 6    |
| 2007          | Norge         | JVM D1        | 5       | 1   | 1       | 2     | 6    |
| 2008          | Norge         | JVM D1        | 5       | 4   | 3       | 7     | 6    |
| 2008          | Norge         | VM            | 7       | 0   | 0       | 0     | 4    |
| Senior totalt | Senior totalt | Senior totalt | 7       | 0   | 0       | 0     | 4    |
| Junior totalt | Junior totalt | Junior totalt | 21      | 8   | 8       | 16    | 20   |